# فصادة الصفيحات
فصادة الصفيحات (بالإنجليزية: Plateletpheresis أو thrombocytapheresis أو thrombapheresis)‏ هي عملية جمع الصفيحات الدموية التي تعد أحد مكونات الدم وتساهم في عملية وقف نزف الدم.
تتم فصادة الصفيحات بواسطة جهاز يستخدم للتبرع بالدم ويقوم بفصل الصفيحات ثم يعيد الجزء المتبقي من الدم إلى الشخص المتبرع.
تعد عملية التبرع بالصفيحات منقذة للحياة وتستخدم لعلاج وللوقاية من مضاعفات نزف مريض يشكو من أمراض تتصف بقلة الصفيحات أو خلل وظيفي فيها. كما قد تستخدم فصادة الصفيحات في علاج أمراض تتصف بارتفاع غير طبيعي في مستوى الصفيحات مثل كثيرة الصفيحات مجهولة السبب.

## نقل الصفيحات
تُجرى عملية نقل الصفيحات الدموية لمرضى سرطان الدم الخاضعين للعلاج الكيميائي أو مرضى الورم النقوي المتعدد أو المصابين بفقر الدم اللاتنسجي أو الإيدز أو فرط نشاط الطحال أو فرفرية نقص الصفيحات المناعية أو الإنتان أو من أجروا عمليات زرع نقي العظم أو تلقوا العلاج الإشعاعي ومرضى زرع الأعضاء ومرضى بعض أنواع العمليات الجراحية كالمجازة القلبية الرئوية. يجب تجنب نقل الصفيحات الدموية عند المصابين بفرفرية نقص الصفيحات التخثرية، إذ يمكن أن يؤدي هذا الإجراء إلى تفاقم الأعراض العصبية والقصور الكلوي الحاد، السبب المفترض تكون خثرات دموية جديدة بعد استهلاك الصفيحات الدموية المنقولة. وينطبق ذلك على مرضى قلة الصفيحات المحدثة بالهيبارين أو التخثر المنتشر داخل الأوعية.
يوصى بنقل الصفيحات الدموية للمرضى البالغين إذا انخفض تعداد الصفيحات الدموية عن 10000/ميكرولتر، وعن 20000/ميكرولتر عند وجود القثطرة الوريدية المركزية، وعن 50000/ميكرولتر عند المريض الذي يحتاج إلى إجراء بزل قطني أو جراحة كبرى.

### الصفيحات المأخوذة من الدم الكامل
لا تستخدم كل عمليات نقل الصفيحات، صفيحات دموية جُمعت من المتبرعين عبر الفَصد الآلي. يمكن الحصول على الصفيحات الدموية من الدم الكامل الذي يُجمع في عمليات التبرع بالدم التقليدية، وتظهر الكثير من المزايا عند اتباع الطريقة الأولى. تكمن الميزة الأولى في أن الصفيحات الدموية المأخوذة من الدم الكامل، والتي تسمى أحيانًا الصفيحات «العشوائية»، يجب أن تجمع من عدة متبرعين لأن الصفيحات المأخوذة من متبرع واحد لا تكفي عادةً لتكون جرعة مريض بالغ. يُعقّد الجمع من عدة متبرعين المعالجة ويرفع خطر الإصابة بالأمراض المنقولة بالدم، مثل فيروس نقص المناعة البشرية.
يسهّل جمع الصفيحات الدموية من متبرع واحد تنفيذ اختبارات التوافق بين مستضدات الكريات البيض البشرية (HLA)، ما يُحسّن فرصة نجاح عملية نقل الدم. يستهلك إيجاد متبرع متوافق بالنسبة لمستضد الكريات البيض (HLA) وقتًا، لذا فإن جمع جرعة الصفيحات كاملة من متبرع واحد أيسر عمليًا من إيجاد عدة متبرعين متوافقين.
من السهل أيضًا استقصاء التلوث الجرثومي في منتجات الصفيحات الدموية، ويعد التلوث الجرثومي سببًا رئيسًا للوفيات المرتبطة بنقل الدم. تُجمع الصفيحات من الدم الكامل في نظام «مفتوح» غالبًا، فتتعرض حاويات الصفيحات الدموية للهواء، لذا يجب نقل الصفيحات الدموية المجمعة على الفور حتى لا يكون للجراثيم الملوِثة الوقت الكافي للتكاثر.
أما مشاكل الفصد الآلي فهي غلاء المعدات المستخدمة في التجميع. لا يتطلب جمع الصفيحات من الدم الكامل متبرعين خاصين، إذ يمكن جمعها من الدم المستخدم للحصول على كريات الدم الحمراء المكدسة أو قطف المكونات البلازمية.

### قلة الصفيحات بسبب نقص الإنتاج
المستفيدون من نقل الصفيحات في هذه الفئة هم متلقو العلاج الكيميائي، مرضى فقر الدم الناجم عن سُحاف النقي، مرضى الإيدز، مرضى فقر الدم اللاتنسجي. إذا استُطب نقل الصفيحات في هذه الحالات، يجب إجراء النقل (ركازة واحدة من فصادة الصفيحات) حتى استعادة وظيفة الصفيحات الدموية، مرتين أسبوعيًا على العموم. يكون النزف الجراحي ناتجًا عن قلة الصفيحات فقط حين يكون عدد الصفيحات الدموية أقل من 50000/ميكرولتر، ويحدث النزف العفوي عندما تكون الصفيحات الدموية دون 10000/ميكرولتر. يمكن أن يطور مرضى نقص الصفيحات نزفًا «جافًا»، يظهر بهيئة نمشات و كدمات وحسب. لا يتعرض هؤلاء المرضى إلى نزوف مميتة ما لم يحدث نزف مخاطي واسع، أو نزف «رطب». لذا تكون عتبة نقل الصفيحات عند الذين لا يعانون من النزف أو يعانون من النزف «الجاف» فقط، بين 5000 و10000/ميكرولتر. تكون العتبة أكثر حذرًا وتبلغ 20000/ميكرولتر عند مرضى الحمى والمؤهبين للنزف بسبب عوامل خطورة إضافية. يجب أن تتجاوز قيمة الصفيحات عند الذين يعانون من نزف فعال وعند المقبلين على جراحة 50000/ميكرولتر. توجد طريقة مفيدة وليست مثبتة، يمكن أن تحدد تعافي المريض من قلة الصفيحات التي سببها العلاج الكيميائي، وتتجلى بقياس الصفيحات الدموية «الشبكية»، وهي الصفيحات الدموية الفتية التي تحتفظ بالحمض النووي الريبي، ويشير وجودها إلى أن المريض يصنع الصفيحات الدموية من جديد.

### قلة الصفيحات المناعية
يشمل المتلقون لفصادة الصفيحات في هذه الفئة المصابين بفرفرية قلة الصفيحات المناعية أو قلة الصفيحات الناجمة عن الأدوية. لا يُنصح عمومًا بنقل الصفيحات الدموية لهذه المجموعة من المرضى لأن المرض الأساسي ناتج عن أجسام مضادة تهاجم الصفيحات الدموية وتدمرها، ستهاجم الصفيحات الدموية المنقولة أيضًا. يمكن إجراء نقل الصفيحات الدموية عند هؤلاء المرضى في حالات النزف الطارئة إذ يمكن للجسم الاستفادة من الصفيحات الدموية المنقولة قبل أن يدمرها الجهاز المناعي. ويلزم إجراء المزيد من الدراسات في هذا الميدان.